# Університет Каліфорнії (Берклі)
Університет Каліфорнії, Берклі (англ. University of California, Berkeley, UC Berkeley, Berkeley, Cal, or California) також відомий як Берклі — вищий науковий, дослідницький і навчальний громадський університет США, який був заснований 1868 року та названий на честь англо-ірландського філософа та англіканського архіпресвітера Джорджа Берклі. Розташований у Берклі — передмісті Сан-Франциско, штат Каліфорнія. Це найстаріший та найпрестижніший кампус системи Каліфорнійського університету, яка налічує десять кампусів у Каліфорнії, та перший у штаті університет, який став фінансуватися за програмою земельних грантів.
Університетське містечко займає площу понад 100 гектарів на лісистому схилі разом із 400 гектарами на крутих пагорбах, звідки відкривається вид на затоку Сан-Франциско.
Академічні програми Берклі, яких станом на 2011 р. налічується понад 300, починаючи з часів Другої світової війни вважаються одними з найкращих у світовій вищій освіті. Регулярні дослідження Американської ради освіти оцінюють цей університет як зразковий за широкий вибір, глибину й досконалість його програм з різних спеціальностей: від математики, природничих та інженерних наук до гуманітарних, соціальних наук та мистецтва.
Серед випускників, викладачів та науковців цього університету — 51 лауреат Нобелівської премії, 9 лауреатів Премії Вольфа, 7 лауреатів Медалі Філдса, 15 лауреатів Премії Тюрінга, 45 стипендіатів МакАртура, 20 лауреатів премії Академії наук США та 11 лауреатів Пулітцерівської премії.
Університет керує двома колись основними національними ядерними лабораторіями США (зараз їх використовують переважним чином для досліджень мирного атома): Ліверморською та Лос-Аламоською.

## Історія

Кампус Берклі, 1940 р.

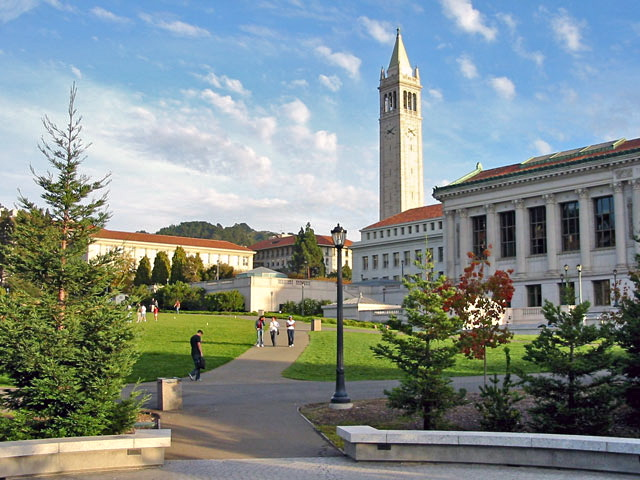
Сучасний вигляд кампусу Берклі з Меморіальною дорогою та вежею Сатер (Кампаніла)

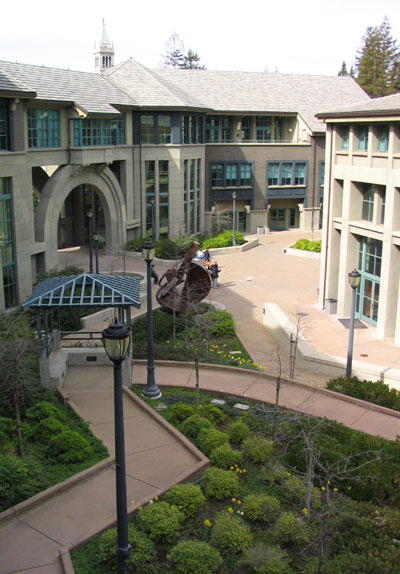
Бізнес-школа імені Хааса в Берклі

1866 року територія, де зараз розташований кампус Берклі, була придбана приватним Каліфорнійським коледжем, заснованим конгрегатським священиком Генрі Дюрантом 1855 року. Не маючи достатньо грошей для існування, 23 травня 1868 року Каліфорнійський коледж злився з державним Коледжем сільськогосподарських, гірничих та механічних наук, утворивши таким чином Університет Каліфорнії. Дюрант став першим президентом цього університету. 1869 року університет відкрився в Окленді, в будівлях колишнього Каліфорнійського коледжу В 1873, після спорудження будівель Північного та Південного холів, університет переїхав до Берклі, де на той час там були студентами 167 чоловіків та 222 жінок.
Університет досяг зрілості під керівництвом Бенджаміна Іде Вілера, який був президентом університету з 1899 до 1919 року. Його репутація підвищилася, коли він зумів залучити нових викладачів і знайти кошти на дослідження та виплату стипендій.
Роберт Гордон Спраул посів президентську посаду 1930 року. Під його проводом протягом 28 років Берклі здобув міжнародне визнання, як один з найбільших університетських наукових центрів. Перед тим, як зайняти посаду, Спраул здійснив 6-місячну подорож по відомих університетах та коледжах світу, щоб вивчити їхні методики навчання та управління й налагодити зв'язки задля залучення талановитих вчених на майбутнє.
Попри зменшення фінансування під час Великої депресії та Другої світової війни, Спраул підтримував найвищий рівень в наукових дослідженнях та викладанні, залучаючи приватні кошти. У 1942-му році Американська рада освіти поставила Берклі на друге місце після Гарварду за кількістю видатних факультетів.
Протягом Другої світової війни Берклійська радіаційна лабораторія Ернеста Лоуренса на Берклійських пагорбах почала працювати з американською армією над розробкою атомної бомби, ґрунтуючись на передових дослідженнях Берклі в галузі ядерної фізики (враховуючи відкриття плутонію Гленном Сіборгом). Професор фізики Роберт Оппенгеймер був призначений науковим керівником Мангеттенського проєкту 1942 року. Кімната 307 у Холі Гілмана, де Сіборг відкрив плутоній, зараз є визначною пам'яткою національної історії. Дві інші лабораторії, що керуються Університетом Каліфорнії — Ліверморська та Лос-Аламоська — були засновані в 1943-му та 1952-му роках відповідно.
Під час ери Маккарті в 1949 році Рада правління прийняла анти-комуністичну клятву, яку мав підписати кожен співробітник. Багато викладачів не погодились на це, через що змушені були залишити університет. Десять років потому їх було поновлено на посадах та виплачена платня за весь час відсутності. Ім'ям одного з них Едварда Толмана (Edward C. Tolman) — видатного фізіолога названо один із будинків у кампусі, де розташований факультет психології та педагогіки. Іншу клятву, «підтримувати та захищати Конституцію Сполучених Штатів та штату Каліфорнія проти усіх ворогів, внутрішніх та зовнішніх», усі працівники Університету Каліфорнії все ще мають підписувати.
1952 року від Берклійського кампусу відокремився Каліфорнійський університет, який став головним закладом системи каліфорнійських університетів (UC system). Кожному кампусу було надано деякої автономії та свого ректора (chancellor). Спраул став президентом усієї системи, а Кларк Керр став першим ректором нового університету Берклі.
Академічні досягнення університету були дещо затьмарені студентським активізмом під час Руху за свободу слова в 1964 році. Студентські протести продовжувалися до початку 1970-х. Антивоєнні компанії перетворювалися на бунти до такої міри, що 1967 року поліція була вимушена використати сльозоточивий газ проти натовпу. 1969 року група студентів Берклі захопила порожню територію «Народний парк», яку університет планував перетворити на гуртожиток. Каліфорнійський губернатор Рональд Рейган сказав під час виборчої компанії, що він «вичистить сміття» з Берклі. Йому вдалося звільнити ректора Керра, тому що Керр відмовився заборонити Рух за свободу слова, і наказав військам Національної гвардії увійти до кампусу. Після зіткнень з військами, внаслідок яких було вбито студента, поранено поліцейського та кілька десятків осіб були госпіталізовані, обстановка в університеті нормалізувалася. За іронією долі територія «Народного парку» так і залишилася порожньою.
Зараз студенти Берклі набагато менш політично активні. Але університет і зараз є одним з головних центрів протестів проти військових операцій в Афганістані та Іраку.

## Досягнення
Станом на 2011 р. берклійські вчені відкрили 6 хімічних елементів Періодичної системи елементів Менделеєва: берклій, ейнштейній, каліфорній, лоуренсій, плутоній, сіборгій та фермій. Загалом в Берклі винайшли 16 хімічних елементів — найбільше, ніж в будь-якому університеті світу.
У Берклі винайшли першу у світі атомну бомбу, сконструювали циклотрон, брали участь в розробці лазера, виокремили поліовірус, провели експерименти, що підтвердили теорему Белла.
Студенти-спортсмени з Берклі виграли понад 100 медалей на Олімпіадах. (Університетська збірна має назву «Золоті ведмеді Каліфорнії»).

## Видатні випускники й викладачі
Станом на 2011 р. серед випускників, викладачів та науковців цього університету є 66 лауреатів Нобелівської премії[джерело?], 9 лауреатів Премії Вольфа (англ. Wolf Prize), 7 володарів математичної Медалі Філдса (англ. Fields Medal), 15 лауреатів Премії Тюрінга (англ. Turing Award) за досягнення в інформаційних технологіях, 45 стипендіатів МакАртура, 20 переможців премії Академії наук США та 11 лауреатів Пулітцерівської премії за досягнення в літературі й журналістиці.
Зокрема, серед Нобелівських лауреатів є такі відомі фігури, як Мелвін Калвін (Melvin Calvin), Чарльз Таунс (Charles Townes), Гленн Сіборг (Glenn T. Seaborg), Луїс Альварес (Luis Alvarez), Едвін Макмілан (Edwin McMillan), Еміліо Сегре (Emilio Segre), Оуен Чемберлен (Owen Chamberlain), Чеслав Мілош (Czeslaw Milosz), Тім Шефер та інші. Нині в Берклі викладають 6 Нобелівських лауреатів.
Фізик з Берклі Роберт Оппенгеймер був науковим директором суперсекретного протягом Другої світової війни військового Мангеттенського проєкту, внаслідок якого була створена перша у світі атомна бомба.
Почесним професором Бізнес-школи імені Хааса цього університету є Девід Ейкер — всесвітньо відомий маркетинговий консультант і автор книг з маркетингу, і, зокрема, з брендингу та стратегій бренду.

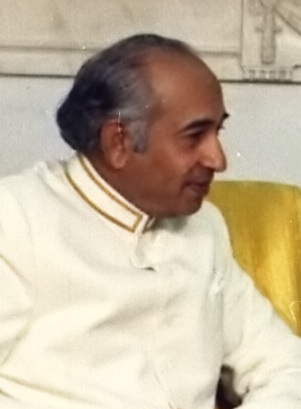
Зульфікар Алі Бхутто, бакалавр 1950: 4-й Президент і 9-й прем’єр Пакистану
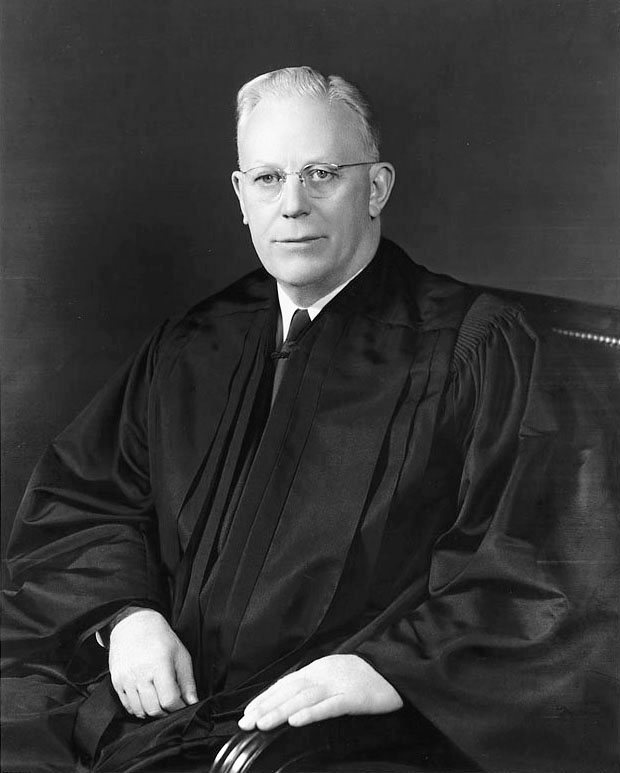
Ерл Воррен, бакалавр 1912, JD 1914, 14-й шеф юстиції США
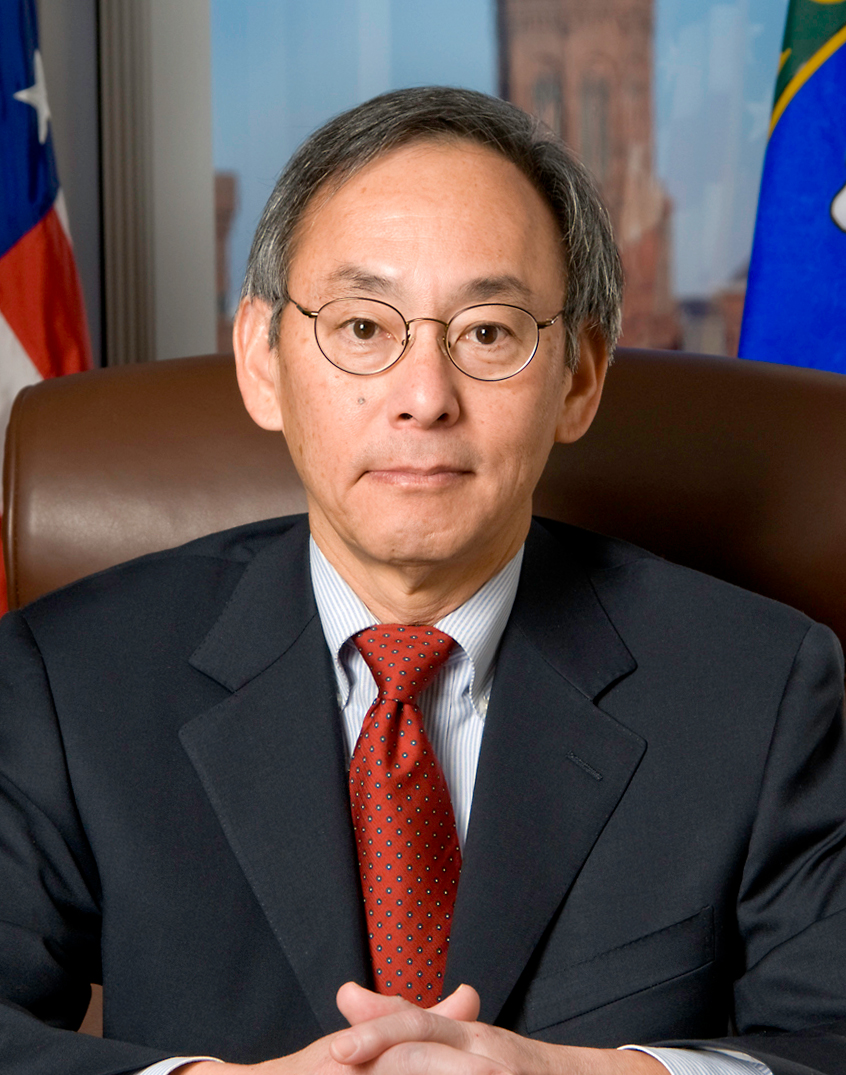
Стівен Чу, доктор наук 1976, Нобелівський лауреат та секретар з енергетики США
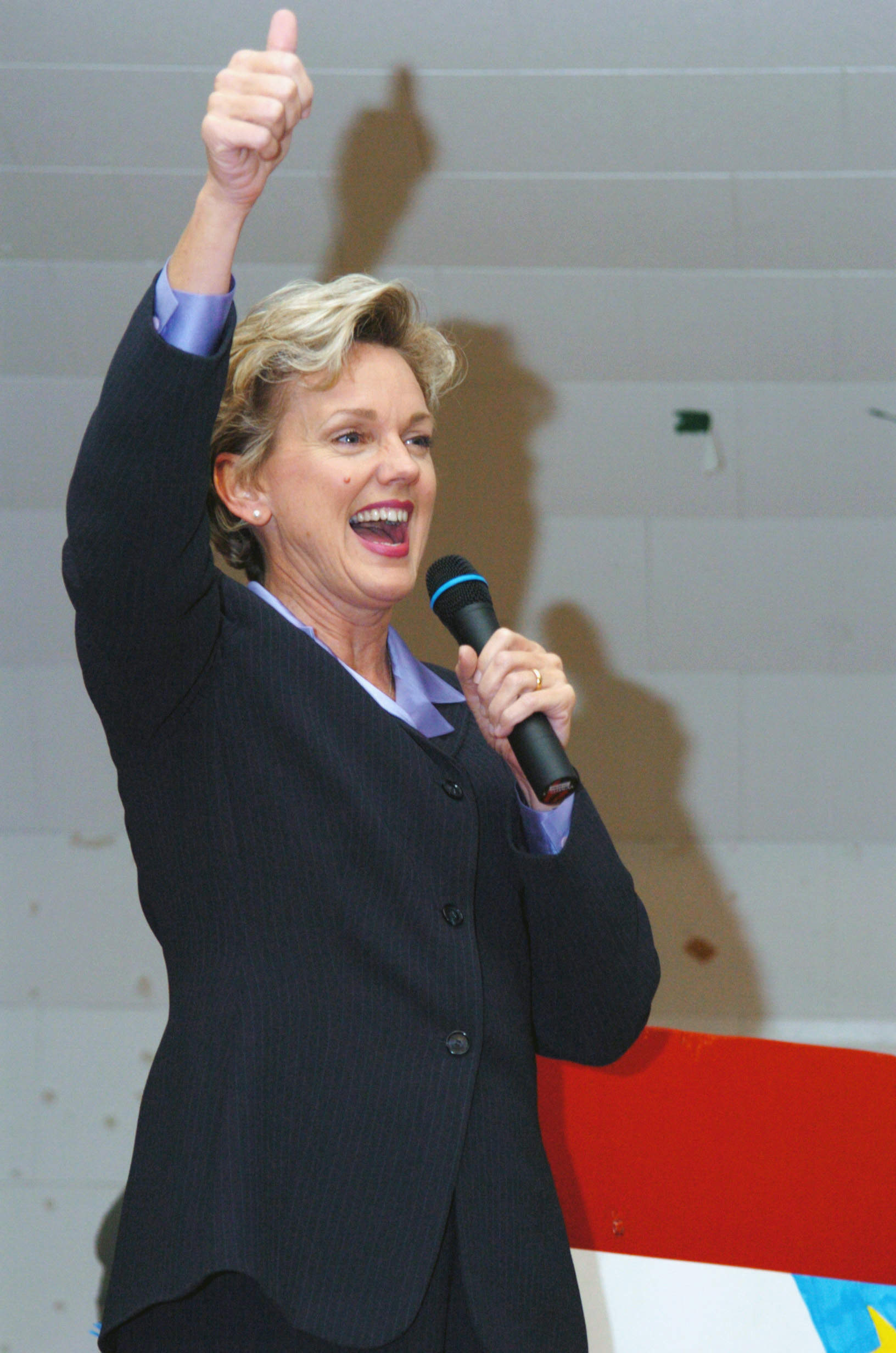
Дженніфер Ґренголм, бакалавр 1984, перша губернаторка штату Мічиган
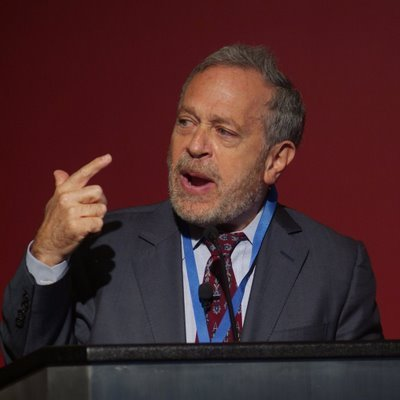
Роберт Рейч, професор публічної політики, 22-й секретар з праці США
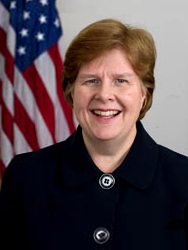
Крістіна Ромер, професор економіки, 25-та голова президентської Ради економічних радників
Стів Возняк, бакалавр 1986, співзасновник корпорації Apple ComputerСтів Возняк, бакалавр 1986, співзасновник корпорації Apple Computer
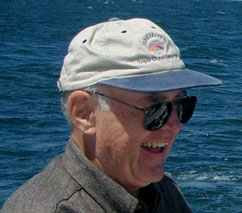
Гордон Мур, бакалавр 1950, співзасновник напівпровідникової корпорації Intel
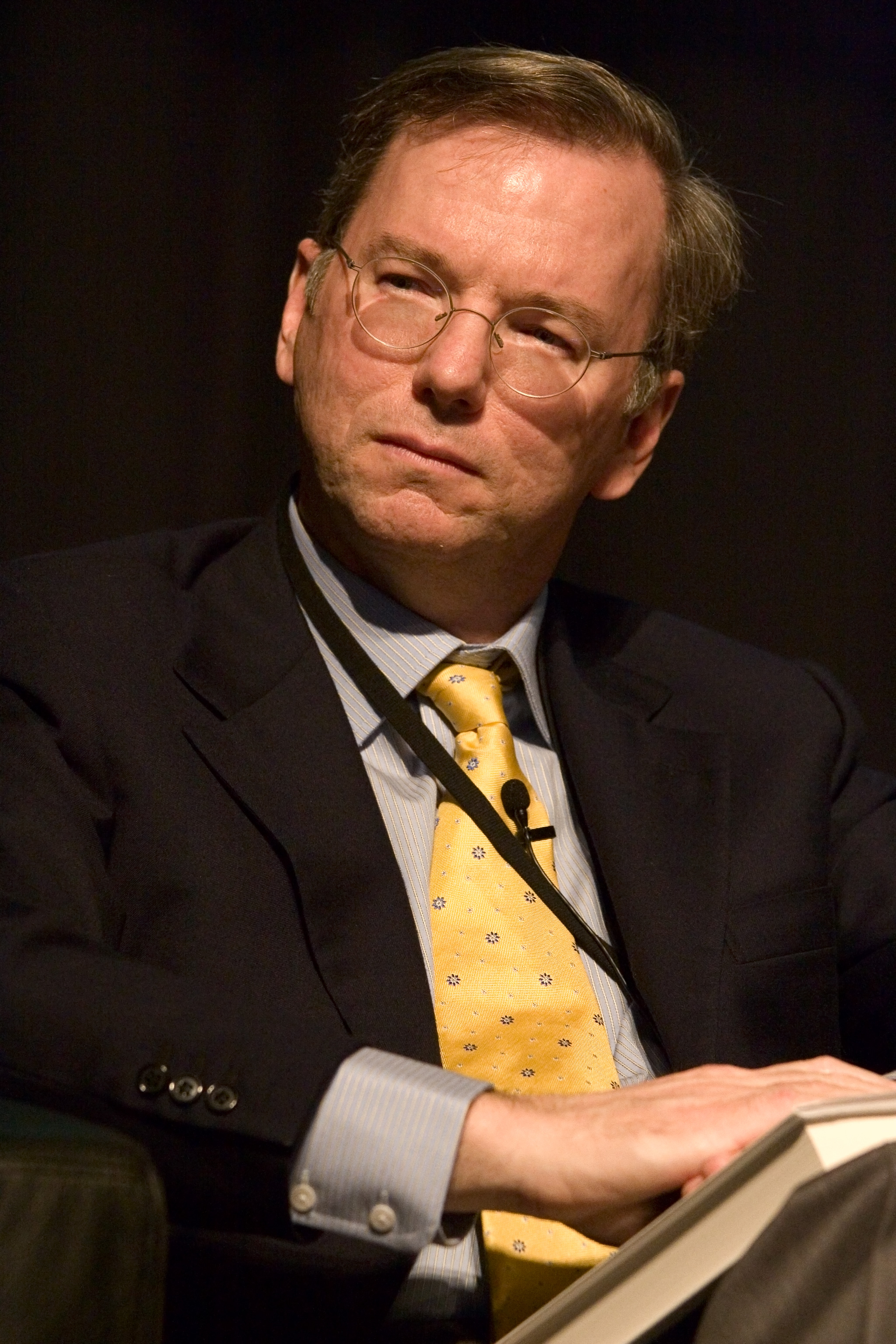
Ерік Шмідт, магістр 1979, доктор наук 1982, виконавчий голова Google
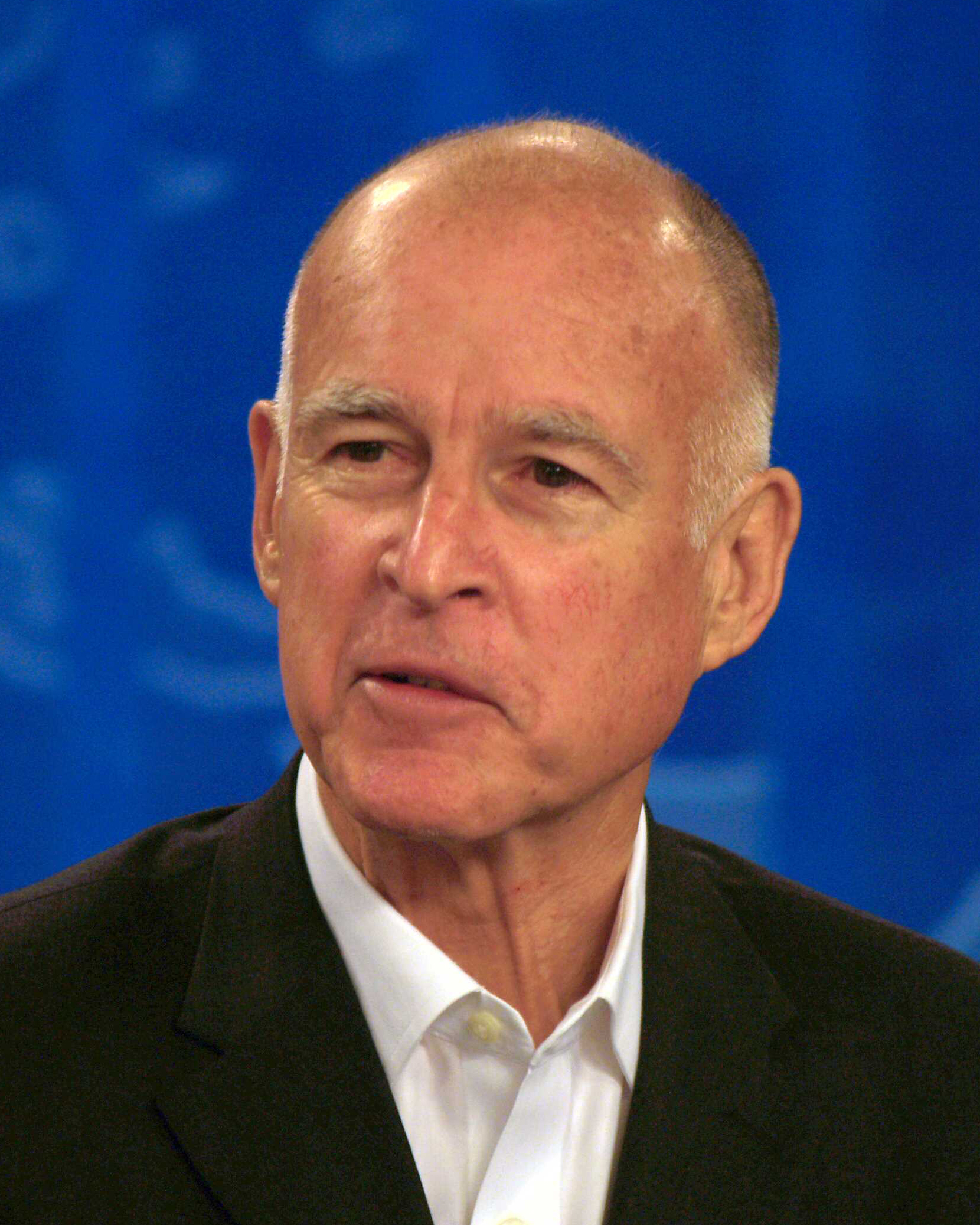
Джеррі Браун — молодший, бакалавр 1961, екс-губернатор штату Каліфорнія, екс-прокурор Каліфорнії
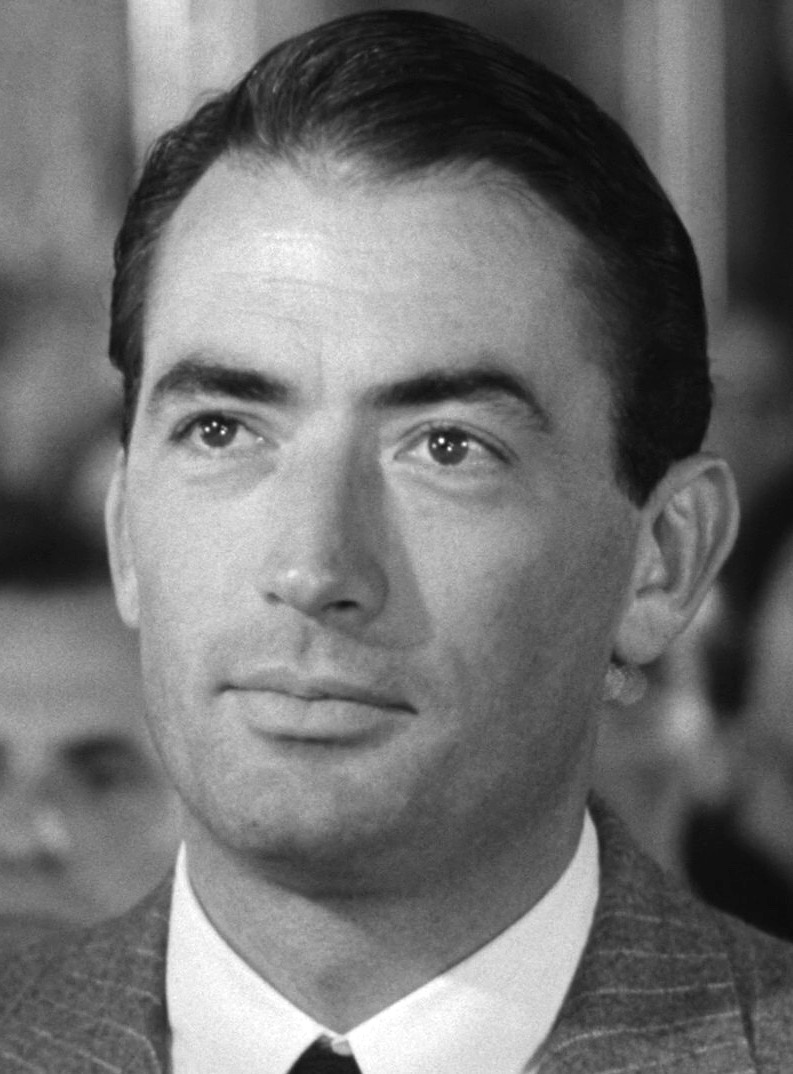
Грегорі Пек, бакалавр 1939, знаменитий кіноактор, лауреат Оскарів
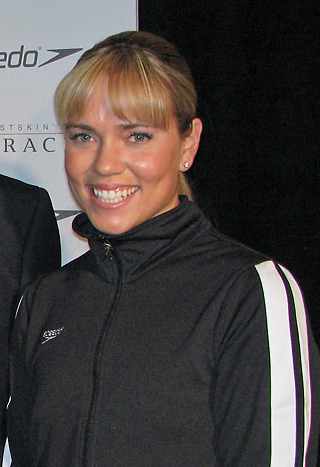
Наталі Кафлін, бакалавр 2005, плавчиня - багаторазова золота олімпійська медалістка
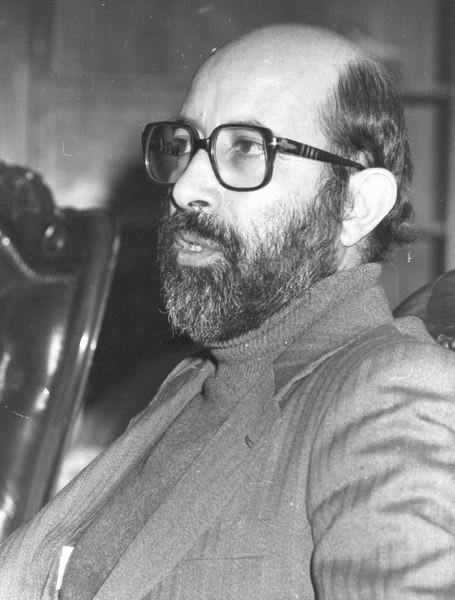
Мустафа Чамрон, доктор наук 1963, іранський вчений, віце-президент і міністр оборони Ірану
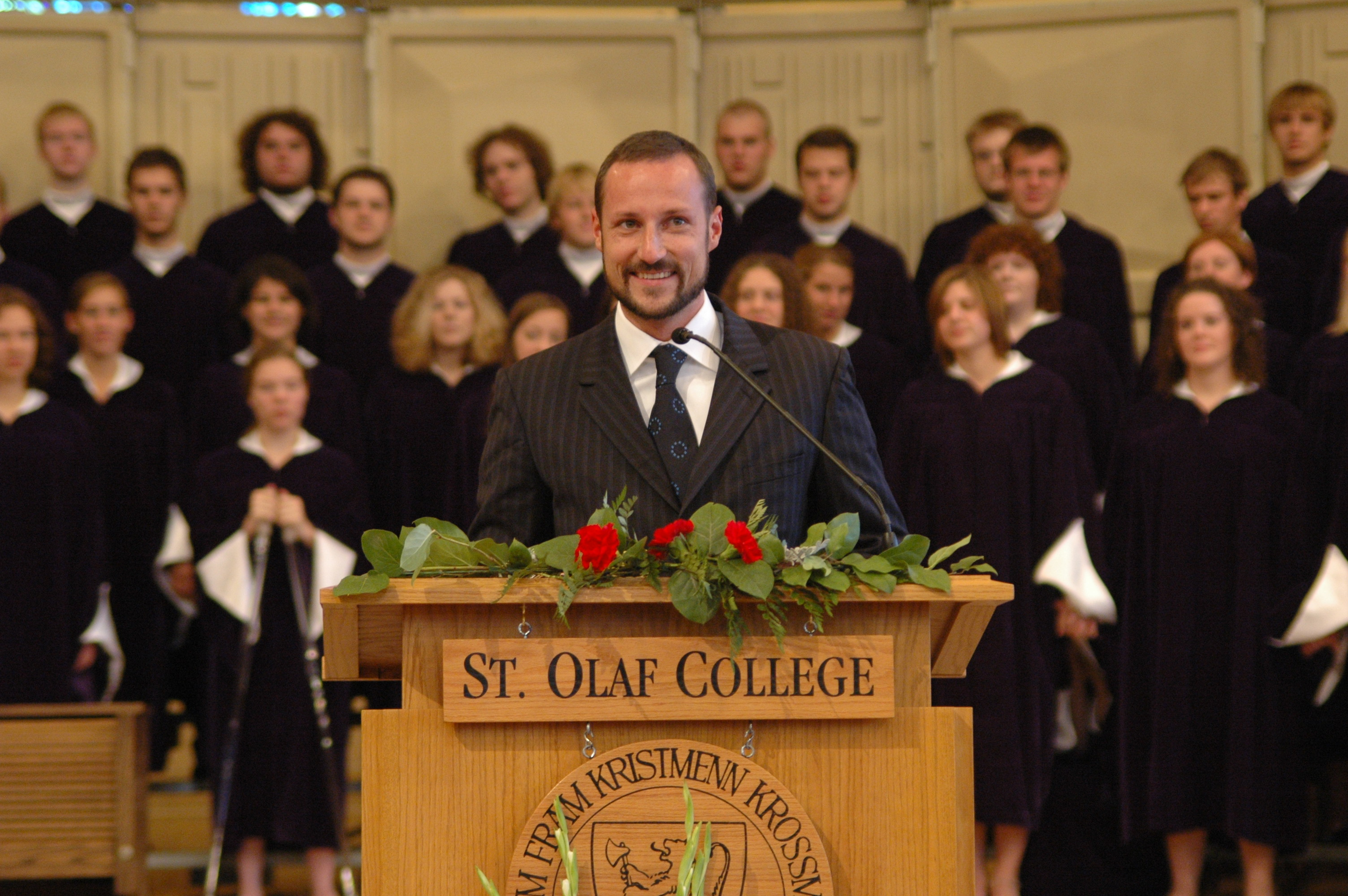
Гаакон Магнус, крон-принц Норвегії, бакалавр 1999
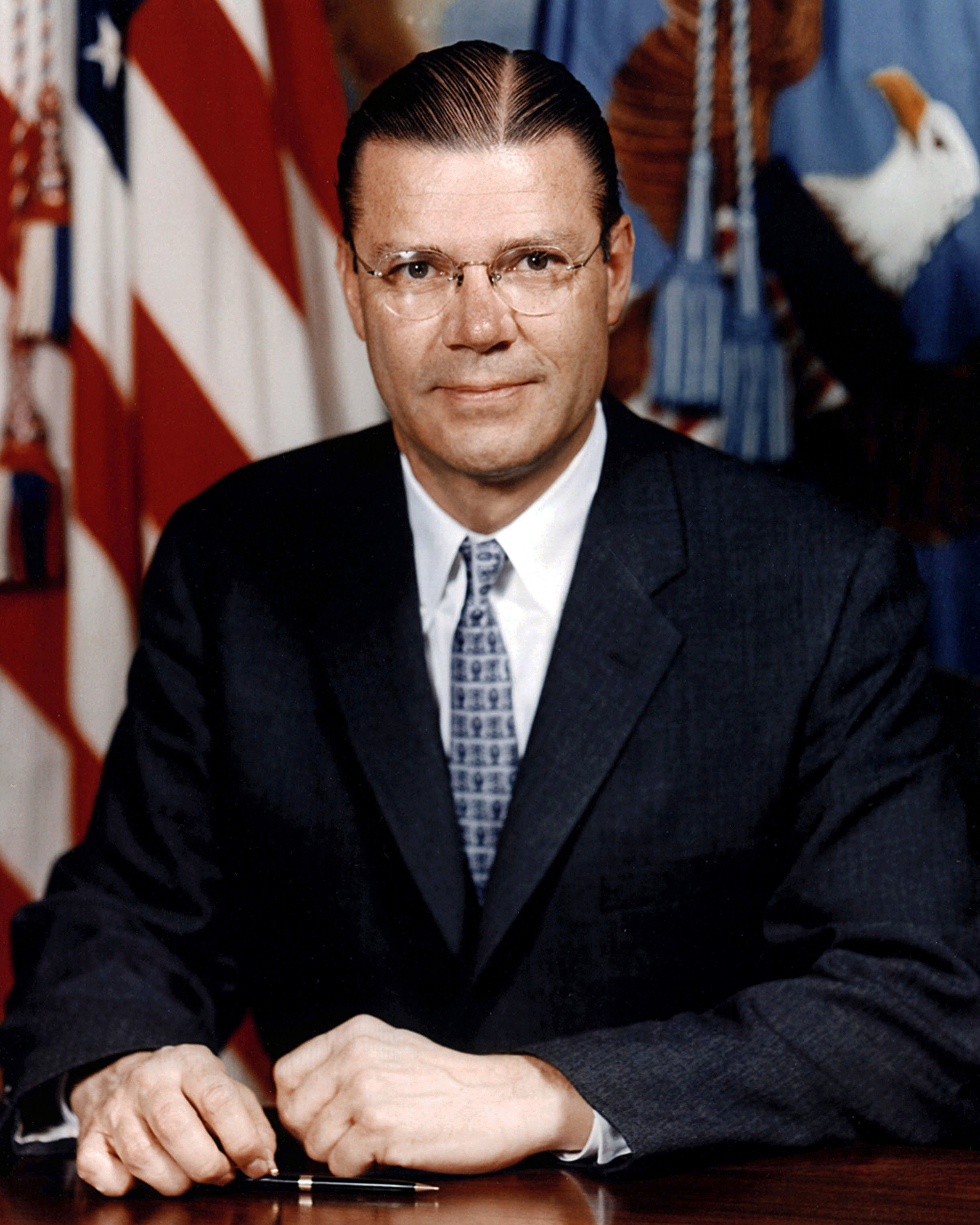
Роберт Макнамара, бакалавр 1937, президент Світового банку (1968–1981), секретар з оборони США (1961–1968), президент автомобілебудівної корпорації Ford Motor Company(1960)

- Майкл Ельман — американський експерт.
- Майкл Козак — американський дипломат.
- Олександер Божко (1905—1970) — професор університету, родом з с. Вороніж нині Сумської області, в 1920-30-х — український громадський діяч в Харбіні (Китай)

## Рейтинги
За більшістю рейтингів він є найкращим публічним університетом світу, і єдиним публічним університетом, що входить до першої десятки найкращих навчальних закладів світу.
У 2009 р. бакалаврат Берклі визнано № 1 в рейтингу державних університетів США від видання U.S. News & World Report.
На міжнародному рівні у 2014 р. «Академічний рейтинг університетів світу» від Університету Шанхай Цзяотун надав Берклі 4-те місце у світі. Зокрема, за критерієм науковості його визнано № 1 у світі за природничими науками і математикою, № 3 в інженерії, технологіях і комп'ютерах, № 15 в аграрних науках, № 29 в клінічній медицині й фармакології та № 25 в суспільних науках. За критерієм «викладання предметів» Берклі визнано № 3 в математиці, № 5 в фізиці, № 2 в хімії, № 3 в комп'ютерних науках та № 4 в економіці та бізнесі.
У 2011 році «Світовий університетський рейтинг вищої освіти» від журналу «Таймс» поставив Берклі на 8-ме місце.

## Структура

### Ректори
Посада ректора була створена в 1952 р. Відтоді цю посаду займали дев'ять ректорів та один виконувач обов'язків:
1. Кларк Керр (1952—1958)
2. Гленн Сіборг (1958—1961)
3. Едвард Стронг (1961—1965)
4. Мартін Меєрсон (1965, в.о.)
5. Роджер Гейнс (1965—1971)
6. Альберт Боукер (1971—1980)
7. Айра Майкл Гейман (1980—1990)
8. Чанг-Лі Тієн (1990—1997)
9. Роберт Бердал (1997—2004)
10. Роберт Біржено (2004—-зараз)

### Підрозділи
Біля 130-ти факультетів Берклі організовані в 14 коледжів та шкіл:
- Бізнес-школа імені Хааса
- Коледж хімії
- Педагогічна школа
- Інженерний коледж
- Коледж ландшафтного дизайну
- Школа журналістики Берклі
- Юридична школа імені Боалта
- Школа інформаційних технологій
- Школа письменності та наук
- Коледж природних ресурсів
- Школа оптометрії
- Школа охорони здоров'я
- Школа публічної політики імені Голдманів
- Школа соціального захисту

## Кампус

### Архітектура

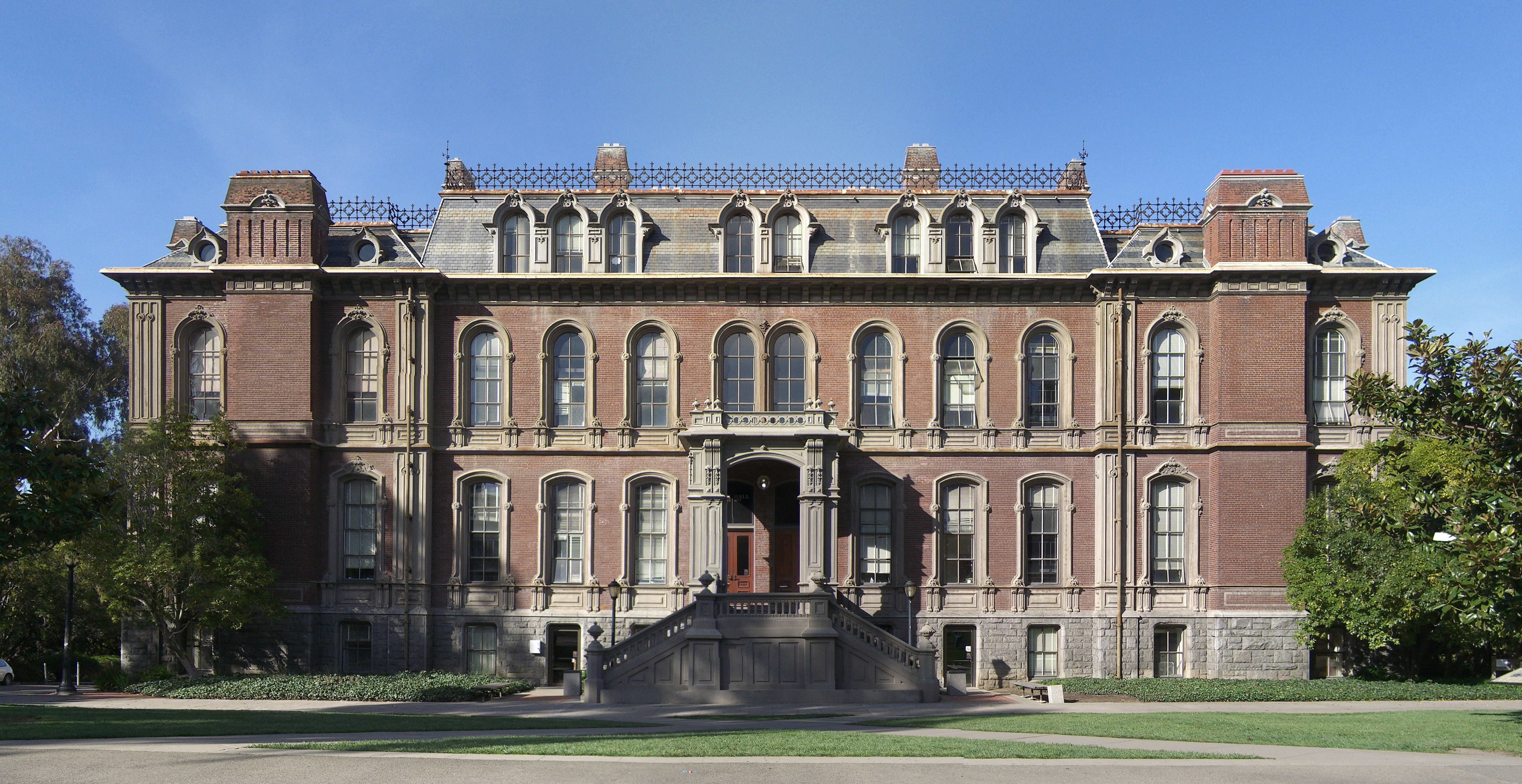
Південний хол (1873) — найстаріша будівля кампусу Берклі

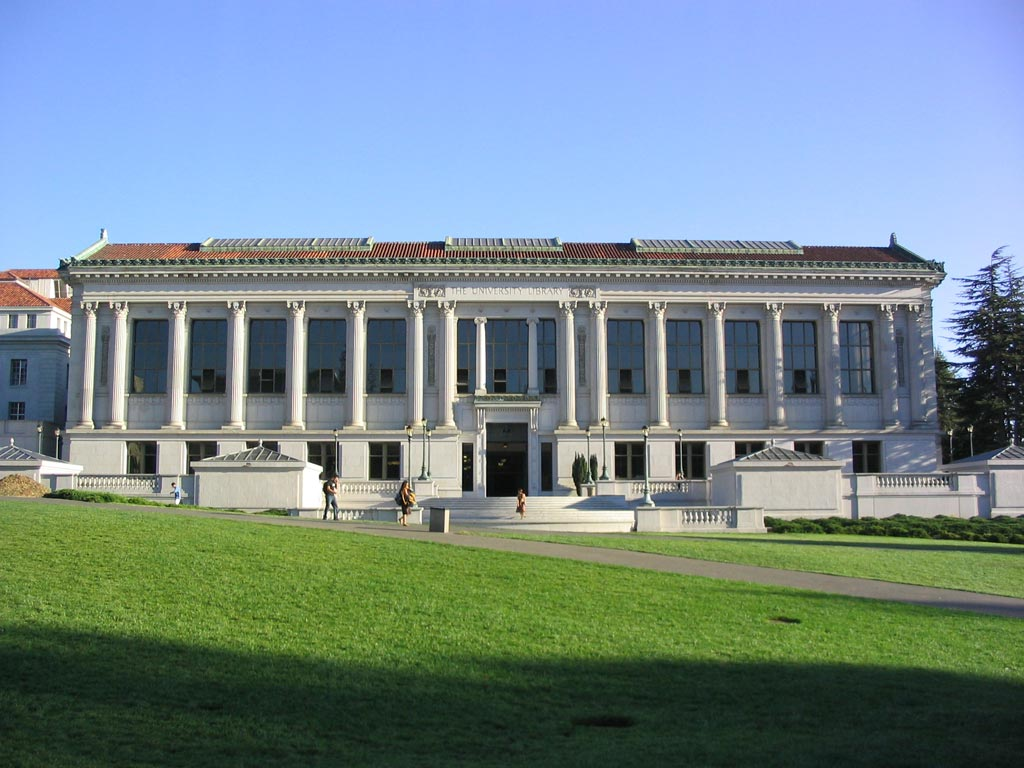
Північне крило Меморіальної бібліотеки Дое

Те, що зараз є історичним кампусом, стало результатом міжнародного архітектурного конкурсу, проведеного в два етапи: в 1898 р. в бельгійському Антверпені матір'ю мільярдера Вільяма Рендольфа Херста та в 1899 р. в Сан-Франциско із 11-ма фіналістами. Переможцем став француз Еміль Бенар, який водночас відмовився особисто наглядати за будівництвом й доручив це професору архітектури Джону Галену Говарду. Той спроєктував понад 12 будівель, які створили обличчя кампусу до його розширення у 1950—1960 рр. Головні будівлі створено в стилі неокласицизму: Грецький театр Херста, Меморіальний гірничий будинок Херста, Меморіальна бібліотека Дое, Холл Каліфорнія, Холл Уілера, Старий холл Лє Конте, Холл Джилмана, Холл Гавіланда, Холл Уелмана, Ворота Сатер і вежу Сатер заввишки 112,7 метра (її прозвали «Кампаніла» за схожість із дзвіницею Кампаніла біля собору Св. Марка у Венеції, Італія). Решту будинків, які Говард вважав неакадемічними й допоміжними він спроєктував у готичному стилі: Холл північних воріт, прибудова Дуїнель та Холл Стефенса.
Зведений в 1873 р. у вікторіанському стилі Південний холл є найстарішою спорудою в цілій Каліфорнії. Він разом із Підмонт-Авеню авторства Фредеріка Лоу Олмстеда на сході кампусу є єдиними рештками оригінального Університету Каліфорнії, що збереглися.
У кампусі є роботи й інших архітекторів, таких як Бернард Мейбек (відоміший за Палац образотворчого мистецтва в Сан-Франциско), його студентка Джулія Морган (Жіноча гімназія Херста), Чарльз Уіллард Мур (Школа бізнесу імені Хааса) та Джозеф Ешерік (Вурстер холл).

### Заповідні місця
Через кампус протікають два гірських ручаї Стробері-Крік — південний та північний. Дерева на їхніх берегах в більшості своїй такого ж віку, як і університет.
В самому кампусі є кілька лісистих ділянок, які називаються Фаундерс Рок, Фекулті Глейд, Грінел Нечурал Еріа та Евкаліптус Гроу, де евкаліптові дерева є одними з найвищих й найстрункіших в Північній Америці.
Кампус розташований безпосередньо на тектонічному розламі Хейвард, який проходить також і посередині Меморіального стадіону Каліфорнії.

### Студмістечко

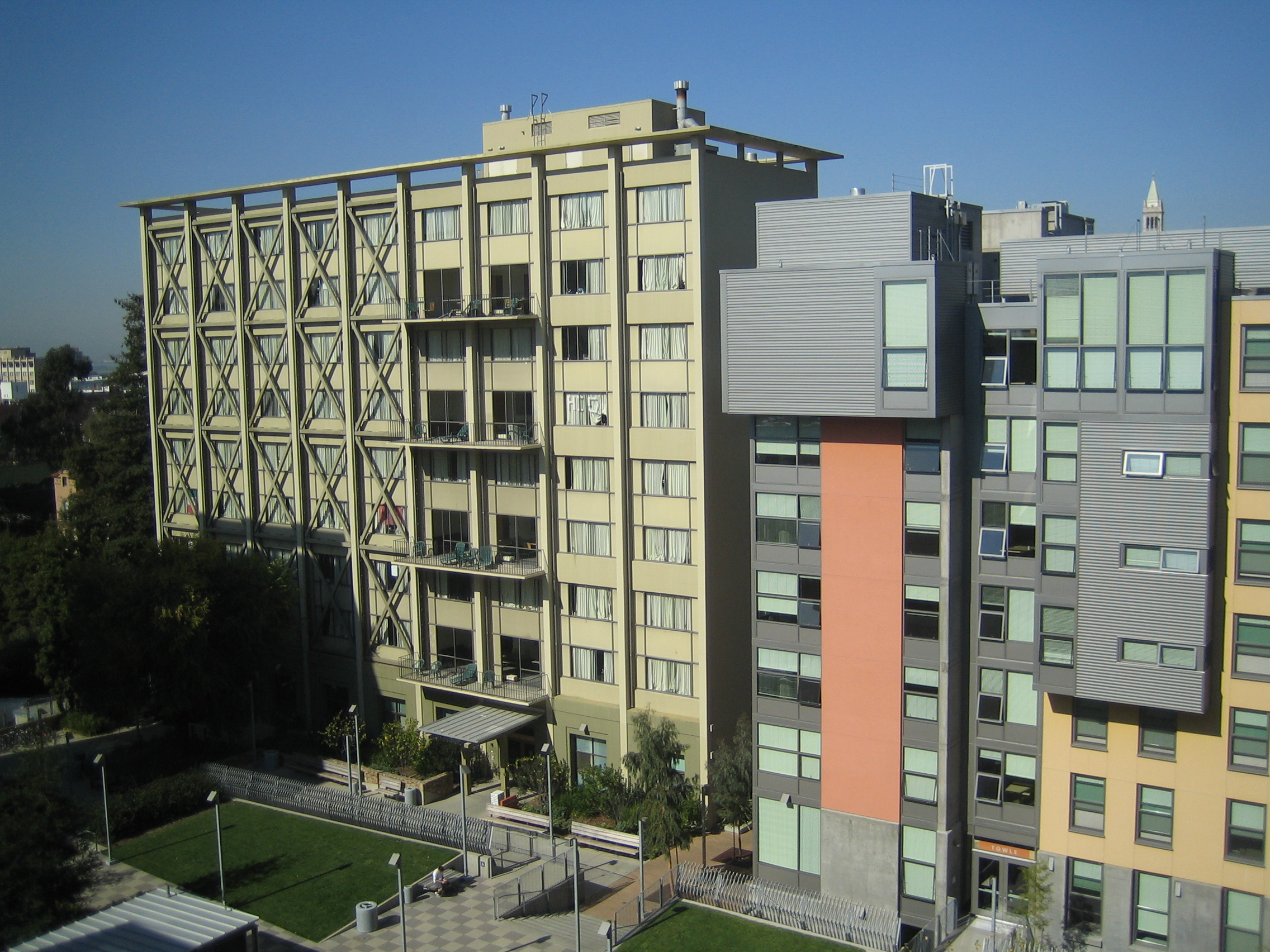
Каннінгем хол разом із частиною резиденції № 2

Студентське житло в Берклі має багато різних персональних та академічних переваг і стилів. Станом на 2011 р. університет забезпечує абітурієнтам гарантоване житло на перші 2 роки навчання, та на 1 рік — студентам з інших вищих навчальних закладів, які навчаються за обміном. Університет має як апартаменти, так і «Грецькі будинки» (братства та жіночі клуби), а також Студентський кооператив (близько 20 будинків, де студенти господарюють спільно).
На південь від кампусу в центрі міста Берклі є висотні студентські резиденції для молоді під номерами 1, 2, 3 та 4-й під назвою Кларк Керр. Перші три резиденції обладнані окремими апартаментами із просторами спільного використання, такими, приміром, як їдальня. Через таке планування резиденції вважаються найбільш соціалізованим способом студентського проживання. Для студентів старшого віку поруч із резиденціями передбачені апартаменти в Ченнінг-Боудітч та Іда Джексон. В резиденції Кларк Керр, яка розташована найдалі від кампусу й вважається найпросторішою та найкомфортабельнішою, проживають переважно студенти-спортсмени, а також студенти з обмеженими фізичними можливостями та інваліди.
У підніжжя гір на схід від центру кампусу є 3 додаткових житлових комплекси: Футхіл, Штерн і Боулз. Футхіл являє собою комплекс вілл за прикладом швейцарських шале. На південь від нього розташований повністю жіночий комплекс Штерн, який може похвалитися розписами знаменитого художника Дієго Рів'єри. Через близькість Штерну до Коледжів інженерії та хімії тут переважно селяться інженери та хіміки. Чоловічий комплекс Боулз — найстарший державний комплекс студентських гуртожитків в Каліфорнії із 1929 р., який архітектурою нагадує фортецю, має великі кімнати для проживання багатьох осіб.

## Публічне життя
Останніми роками кампус був вплутаний до суперечок щодо відповідної ролі цілеспрямованої підтримки (affirmative action) у прийомі студентів та пов'язаних елементів політики заснованих на расових чи економічних незручностях. Не зважаючи на політику прийому, студенти в Берклі мають гарну кваліфікацію, проблема фаворитизму при прийомі існує на національному рівні, не тільки в Берклі.
Берклі відомий своєю історією студентського активізму. Рух за Свободу Слова (1964), акція протесту, що почалася коли університет намагався позбутися розповсюджувачів політичних памфлетів з кампусу, та Повстання у народному парку (1968), де відбулася частина хвилі протестів іноземних студентів, що прокотилася у 1960-х роках, асоційована з супровідною культурою «хіппі». Проте, незважаючи на студентський активізм та бунтарство, кампус Берклі зі своїми численними зеленими куточками та багатьма будівлями відомими своєю архітектурою — напрочуд спокійний.

## Космічні дослідження
На честь університету названо астероїд (716) Берклі, який був відкритий у 1911 році.
21 жовтня 2023 року, Університет Берклі у Каліфорнії та відділення NASA під назвою дослідницький центр Еймса оголосили, що у Кремнієвій долині буде побудований космічний центр за 2 мільярди доларів, над створенням якого вчені працюють вже понад 20 років.

## Статистика
За даними на 2013:
- Кількість абітурієнтів: 50 312 осіб, їх прийнято до зарахування 25,6 %
- Кількість студентів: 35 899
  - Бакалаврів: 25 774
  - Магістрів та докторів: 10 125

## Виноски
1. 1 2 3  https://www.dailycal.org/2020/09/18/giving-uc-berkeley-a-bad-name-the-case-against-ucb/
2. ↑  https://callink.berkeley.edu/organization/calberkeleydemocrats
3. 1 2  https://toppublicuniversities.admissionsconsultants.com/cal-berkeley/
4. ↑  (not translated to cs) Pinterest — 2010.
5. ↑  Fandom — 2004.
6. ↑  http://www.mtv.com/news/1171/berkeley-university-offers-class-on-tupac/
7. ↑  https://www.hypeandvice.com/collections/university-of-california-berkeley
8. ↑  https://amgenscholars.com/university/university-of-california-berkeley/
9. ↑  Global Research Identifier Database — 2015.
10. ↑  Annual Endowment Report, Fiscal Year Ended June 30, 2014; p.4 (PDF). Chief Investment Officer of the Regents of the University of California.
11. 1 2  National Association of College and University Business Officers U.S. and Canadian 2022 NTSE Participating Institutions Listed by Fiscal Year 2022 Endowment Market Value, Change in Market Value from FY21 to FY22, and FY22 Endowment Market Values Per Full-time Equivalent Student (Excel) — 2023.
12. ↑  Facts at a glance. University of California, Berkeley. Архів оригіналу за 24 червня 2013. Процитовано 24 травня 2010.
13. ↑  Integrated Postsecondary Education Data System — 1992.
14. ↑  https://www.clir.org/about/current-sponsors-and-funders
15. ↑  http://old.arl.org/arl/membership/members.shtml
16. ↑  https://openpowerfoundation.org/membership/current-members/
17. ↑  https://www.cossa.org/members/
18. ↑  https://datadryad.org/stash/our_community
19. ↑  Our Members / Tier 1
20. ↑  https://web.archive.org/web/20240116123311/https://www.aau.edu/sites/default/files/AAU-Files/Who-We-Are/AAU%20Member%20Universities%20listed%20by%20year_updated%202023.pdf
21. ↑  https://www.aau.edu/who-we-are/our-members
22. ↑  https://web.archive.org/web/20240120073011/https://secure.aacu.org/iMIS/AACUR/Membership/MemberListAACU.aspx
23. ↑  https://web.archive.org/web/20240120080233/https://acememberdirectory.azurewebsites.net/
24. ↑  https://web.archive.org/web/20240202185017/https://open.umn.edu/oen/members
25. ↑  https://web.archive.org/web/20240227092307/https://www.cni.org/about-cni/membership/members
26. ↑  https://web.archive.org/web/20230815075752/https://www.aplu.org/members/our-members/
27. ↑  https://web.archive.org/web/20231016073235/https://www.crl.edu/membership/members
28. ↑  https://www.cogr.edu/cogr-membership-list
29. ↑  Trademark Use Guidelines and Requirements (PDF). University of California, Berkeley. Процитовано 18 лютого 2018.
30. ↑  Our Name. The Berkeley Brand Manual (PDF). Berkeley: University of California, Berkeley: Office of Communications and Public Affairs. June 2019. с. 34. Архів оригіналу (PDF) за 7 червня 2020. Процитовано 23 червня 2020.
31. ↑  History & discoveries. University of California, Berkeley. Процитовано 7 листопада 2016.
32. ↑  History of UC Berkeley. University of California, Berkeley. Архів оригіналу за лютий 8, 2011. Процитовано серпень 25, 2011. Founded in the wake of the gold rush by leaders of the newly established 31st state, the University of California's flagship campus at Berkeley has become one of the preeminent universities in the world.
33. ↑  Berndahl, Robert (8 жовтня 1998). The Future of Flagship Universities. University of California, Berkeley. Архів оригіналу за 7 лютого 2011. Процитовано 25 серпня 2011. The issue I want to talk about tonight is the future of "flagship" universities, institutions like the University of Texas at Austin, or Texas A&M at College Station, or the University of California, Berkeley. This is not an easy topic to talk about for a number of reasons, not the least of which is the fact that those of us in "systems" of higher education are frequently actively discouraged from using the term "flagship" to refer to our campuses because it is seen as hurtful to the self-esteem of colleagues at other institutions in our systems. [Архівовано 2011-05-11 у Wayback Machine.]
34. ↑  Clark, Kim (16 серпня 2010). Road Trip: University of California—Berkeley. U.S. News & World Report. Архів оригіналу за лютий 8, 2011. Процитовано серпень 25, 2011. Telegraph Avenue, a main artery into the University of California's flagship campus, looks a little anemic these days.
35. ↑  University of California campus erupts in riots. RT. 3 березня 2010. Архів оригіналу за лютий 8, 2011. Процитовано серпень 25, 2011. Students at the University of California’s flagship Berkeley campus took to the streets on Friday night, vandalizing university buildings, burning trash cans and clashing with police in the latest expression of frustration over cuts to the educational budget in California.
36. ↑  UC Financial Reports - Campus facts (PDF). University of California. 2007. Архів (PDF) оригіналу за 24 червня 2013. Процитовано 30 листопада 2008. [Архівовано 2008-12-17 у Wayback Machine.]
37. ↑  UC Berkeley Nobel Prize Winners. www.berkeley.edu. Процитовано 1 червня 2016. — лауреатами Нобелівської премії є 22 викладачі та 29 випускників
38. 1 2  http://newscenter.berkeley.edu/2010/09/28/macarthur/
39. 1 2  History — UC Berkeley [Архівовано 5 вересня 2008 у Wayback Machine.](англ.)
40. ↑  Berkeley: Historical Overview (англ.)
41. 1 2  University of California History Digital Archives(англ.)
42. ↑  The Manhattan Project: Making the Atomic Bomb | Manhattan Project Chronology. atomicarchive.com (англ.). Архів оригіналу за 30 жовтня 2008. Процитовано 29 квітня 2006. [Архівовано 2008-10-30 у Wayback Machine.]
43. ↑  http://www.childrenofthemanhattanproject.org/HISTORY/H-06c11.htm
44. ↑  http://sunsite.berkeley.edu/uchistory/archives_exhibits/loyaltyoath/timelinesummary.html
45. ↑  ANNE BENJAMINSON (Friday, October 8, 1999). Former UC Presidents Recollect Loyalty Oath. the Daily Californian (англ.). Архів оригіналу за 2 жовтня 2006. Процитовано 29 квітня 2006. [Архівовано 2006-10-02 у Archive.is]
46. ↑  CALIFORNIA CONSTITUTION | ARTICLE 20  MISCELLANEOUS SUBJECTS. leginfo.ca.gov (англ.). Архів оригіналу за 9 жовтня 2014. Процитовано 29 квітня 2006.
47. ↑  GREG WESLEY (Monday, October 11, 1999). Speakers Equate Loyalty Oaths, Lie Detectors. the Daily Californian (англ.). Архів оригіналу за 2 жовтня 2006. Процитовано 29 квітня 2006. [Архівовано 2006-10-02 у Wayback Machine.]
48. ↑  Berkeley in the 60s. sunsite.berkeley.edu (англ.). Архів оригіналу за 22 червня 2008. Процитовано 29 квітня 2006. [Архівовано 2008-06-22 у Wayback Machine.]
49. ↑  «Berkeley in the 60s», Bancroft Library web exhibit. Онлайн на http://sunsite.berkeley.edu/CalHistory/60s.html [Архівовано 2008-06-22 у Wayback Machine.]; Jeffery Kahn, «Рональд Рейган почав політичну кар'єру, використовуючи кампус Берклі як мішень», UC Berkeley News (8 червня 2004). Надруковане онлайн на http://www.berkeley.edu/news/media/releases/2004/06/08_reagan.shtml.
50. ↑  JANE YANG (Wednesday, August 31, 2005). Tradition of Political Protest No Longer A Source of Pride. the Daily Californian (англ.). Архів оригіналу за 2 жовтня 2006. Процитовано 29 квітня 2006. [Архівовано 2006-10-02 у Wayback Machine.]
51. ↑  Chemical Elements Discovered at Lawrence Berkeley National Laboratory. Lbl.gov. 7 червня 1999. Архів оригіналу за 24 червня 2013. Процитовано 21 лютого 2011. [Архівовано 2013-01-12 у Wayback Machine.]
52. ↑  Roberto, Ned; Ardy Roberto (19 вересня 2006). David Aaker On The Challenges A Successful Chief. Philippine Daily Inquirer. Процитовано 7 травня 2012.
53. ↑  Zulfikar Ali Bhutto. Encyclopædia Britannica Online.
54. ↑  "Her Norwegian heritage drew her to projects with the Norwegian Consulate in San Francisco and the Norwegian American Cultural Society, and she hosted a party for Crown Prince Haakon Magnus when he graduated from UC Berkeley in 1999."Carolyne Zinko (3 липня 2008). Sigrun Corrigan, Bay Area arts patron, dies. San Francisco Chronicle. [Архівовано 2011-05-11 у Wayback Machine.]
55. ↑  U.S. News & World Report, 2009 Public University Rankings. Retrieved July 15, 2009. [Архівовано вересень 4, 2008, у Wayback Machine.]
56. ↑  Top 500 World Universities. Shanghai Jiao Tong University. Архів оригіналу за 24 червня 2013. Процитовано 14 серпня 2010. [Архівовано 2013-05-06 у Wayback Machine.]
57. ↑  QS World University Rankings 2010 Results. Архів оригіналу за 17 квітня 2012. Процитовано 25 серпня 2011.
58. ↑  World University Rankings. The Times Higher Educational Supplement. 2010. Процитовано 16 вересня 2010.
59. ↑  Online Exhibit on the Hearst Architectural Competition
60. ↑  McCoy, Esther (1960). Five California Architects. New York: Reinhold Publishing Corporation. с. 6. ASIN B000I3Z52W.
61. ↑  UC Berkeley Strawberry Creek. Архів оригіналу за 1 березня 2012. Процитовано 26 серпня 2011.
62. ↑  
Hayward Fault: UC Berkeley. seismo.berkeley.edu. Архів оригіналу за 22 квітня 2008. Процитовано 13 квітня 2008.
63. ↑  01.11.2005 — New residence halls, new students arrive for spring semester
64. ↑  housing.berkeley.edu. Архів оригіналу за 11 червня 2012. Процитовано 26 серпня 2011. [Архівовано 2012-06-11 у Wayback Machine.]
65. ↑  Jackson House. Архів оригіналу за 21 червня 2012. Процитовано 26 серпня 2011. [Архівовано 2012-06-21 у Wayback Machine.]
66. ↑  Free Speech Movement Digital Archives [Архівовано 2011-11-05 у Wayback Machine.](англ.)
67. ↑  NASA Ames, UC Berkeley to build $2 billion space center in Silicon Valley. // By John Loeffler published October 21, 2023
68. ↑  NASA збудує у Кремнієвій долині космічний центр. 23.10.2023, 18:53

## Ресурси Інтернет

### Офіційні сторінки
- Berkeley Main Website
- Berkeley in the News
- Berkeley NewsCenter
- ASUC студентський уряд
- The Berkeleyan викладацька газета
- Cal Bears athletics
- The Daily Californian незалежна студентська газета
- General Course Catalog
- Library System Homepage
- Office of Planning and Analysis: Campus Statistics
- ScienceMatters @ Berkeley науковий інтернет-журнал
- @cal інтернет-суспільство випускників
- Open Computing Facility безкоштовний комп'ютерний центр
- DeCal Home Page

### Інше
- A. Twu's Tour of UC Berkeley
- A Loafer's Guide to the UC Berkeley Campus by Carolyn Dougherty
- Berkeley Police Department Crime Statistics Map
- CSUA (Computer Science Undergraduate Association) web site
- Tau Beta Pi Unofficial Guide to Engineering
- TerraServer-USA aerial image of campus
- «We're No. 2! Now What?»— Berkeleyan article about Berkeley's rankings and their validity
- UC Berkeley Cafeterias go Organic
- Oski: School Mascot